# Scam (film)
Pour les articles homonymes, voir Scam.
Pour plus de détails, voir Fiche technique et Distribution.
Scam est un téléfilm américain réalisé par John Flynn, sorti en 1993.

## Synopsis
Une arnaqueuse détrousse des hommes riches que son petit ami lui désigne. Un jour, elle décide de s'attaquer à un baron du crime.

## Fiche technique
- Titre : Scam
- Réalisation : John Flynn
- Scénario : Craig Smith d'après son roman
- Musique : Stephen Graziano
- Production : David Lancaster et Frederick Schneier
- Pays d'origine :  États-Unis
- Date de sortie : 1993

## Distribution
- Christopher Walken (VF : Bernard Tiphaine) : Jack Shanks
- Lorraine Bracco : Maggie Rohrer
- Miguel Ferrer : Barry Landers
- Martin Donovan : Gordon Wexler
- James McDaniel : Daniel Poole
- Daniel von Bargen : Albert Magliocco
- Erick Avari : M. Ayub
- Skipp Sudduth : Bob Sarcominia
- Maxi Priest : Chauffeur